# Bni Oukil
Bni Oukil  (in arabo بني وكيل‎?) è un centro abitato e comune rurale del Marocco situato nella provincia di Fquih Ben Salah, regione di Béni Mellal-Khénifra. Conta una popolazione di 15 260 abitanti (censimento 2014).